# Гамма Гидры
Гамма Гидры (лат. γ Hydrae), 46 Гидры (лат. 46 Hydrae), HD 115659 — тройная звезда в созвездии Гидры на расстоянии приблизительно 137 световых лет (около 41,9 парсек) от Солнца. Возраст звезды определён как около 330 млн лет.

## Характеристики
Первый компонент (WDS J13189-2310A) — жёлтый гигант спектрального класса G8IIIa, или G5. Видимая звёздная величина звезды — +3m. Масса — около 2,9 солнечной, радиус — около 12,987 солнечного, светимость — около 96,828 солнечной. Эффективная температура — около 5100 K.
Второй компонент — коричневый карлик. Масса — около 55,46 юпитерианской. Удалён на 2,202 а.е..
Третий компонент (WDS J13189-2310B). Видимая звёздная величина звезды — +12,13m. Удалён на 127,8 угловой секунды.

## Описание
Гамма Гидры может быть различима наблюдателями с Земли невооружённым глазом. В арабском языке её именуют «хвостом змеи». Звезда уже находится на финальной стадии эволюции. Гамма Гидры, несмотря на то, что моложе Солнца, из-за большой массы быстро расходует своё ядерное топливо.